# Orliac-de-Bar
 Orliac-de-Bar  là một xã thuộc tỉnh Corrèze trong vùng Nouvelle-Aquitaine miền trung Pháp.